# Asian Tour
L'Asian Tour est le principal circuit professionnel masculin d'Asie dans le domaine du golf (à l'exception du Japon qui possède son propre circuit : le Japan Golf Tour). Créé en 1995, l'Asian Tour a ses sièges à Singapour, il est membre de la fédération internationale des PGA Tours. Son comité comprend une majorité de golfeurs professionnels.
La mission de l'Asian Tour est d'étendre le tournoi de golf afin d'améliorer sensiblement la carrière de ses membres, et ainsi développer et accroître le golf en Asie tout en conservant un attachement  aux règles de base.
L'Asian Tour est l'un des seuls tours reconnus en Asie.

## Palmarès
| Année      | Golfeur              | Points      |
| ---------- | -------------------- | ----------- |
| 2023       | Andy Ogletree        |             |
| Année      | Golfeur              | Gains (US$) |
| 2022       | Sihwan Kim           | 627 458     |
| 2020-21-22 | Tom Kim              | 507 553     |
| 2019       | Jazz Janewattananond | 1 058 524   |
| 2018       | Shubhankar Sharma    | 755 994     |
| 2017       | Gavin Green          | 585 813     |
| 2016       | Scott Hend           | 1 004 792   |
| 2015       | Anirban Lahiri       | 1 139 084   |
| 2014       | David Lipsky         | 713 901     |
| 2013       | Kiradech Aphibarnrat | 1 127 855   |
| 2012       | Thaworn Wiratchant   | 738 046     |
| 2011       | Juvic Pagunsan       | 788 299     |
| 2010       | Noh Seung-yul        | 822 361     |
| 2009       | Thongchai Jaidee     | 981 932     |
| 2008       | Jeev Milkha Singh    | 1 452 702   |
| 2007       | Liang Wen-Chong      | 532 590     |
| 2006       | Jeev Milkha Singh    | 591 884     |
| 2005       | Thaworn Wiratchant   | 510 122     |
| 2004       | Thongchai Jaidee     | 381 930     |
| 2003       | Arjun Atwal          | 284 018     |
| 2002       | Jyoti Randhawa       | 266 263     |
| 2001       | Thongchai Jaidee     | 353 060     |
| 2000       | Simon Dyson          | 282 370     |
| 1999       | Kyi Hla Han          | 204 210     |
| 1998       | Kang Wook-soon       | 150 772     |
| 1997       | Mike Cunning         | 170 619     |
| 1996       | Kang Wook-soon       | 183 737     |
| 1995       | Lin Keng-chi         | 177 856     |